# كرسي عالي

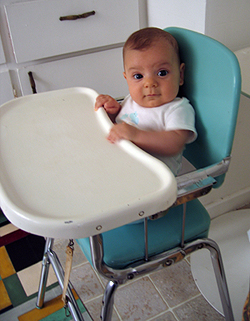
كرسي عالي من طراز عام 1957 من إنتاج شركة Cosco.

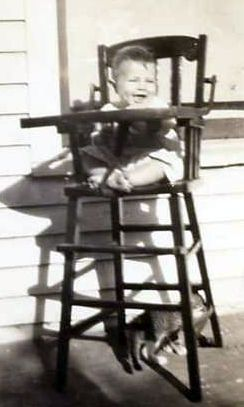
طفل في كرسي عالي مصنوع من الخشب، نحو عام 1935

الكرسيّ العالي قطعة أثاث تستخدم لإطعام الأطفال الرضع الكبار والأطفال الذين يتعلمون المشي في سن صغيرة. ويكون هذا الكرسي مرتفعًا بمسافة مقبولة عن الأرض، ليتمكن الشخص البالغ من إطعام الطفل بالملعقة بكل راحة من الوضع واقفًا. وغالبًا ما تكون قاعدته كبيرة لزيادة مستوى ثباته. وهو يحتوي على صينية متصلة بذراعي كرسي الأطفال المرتفع، وهي تسمح للبالغ بوضع الأطعمة عليها لكي يأكل منها الطفل أو لكي يُطعم الطفل منها بالملعقة. وغالبًا ما تحتوي كراسي الأطفال المرتفعة على أحزمة مقاعد لتثبيت الطفل بالكرسي.
ويستخدم مقعد معزز مع المقعد المعتاد لتعزيز ارتفاع الطفل بالشكل الكافي. وتكون بعض الكراسي المعززة مجرد قطعة لدينة بسيطة ومتجانسة. ومنها كراسي أكثر تعقيدًا وتصمم ليُمكن طيها، وهي تشتمل على صينية يمكن فصلها.
وفي حالات نادرة، يمكن أن يُعلّق الكرسي من حافة المنضدة ما يساعد على تجنب الحاجة إلى استخدام كرسي للبالغ أو كرسي طفل مرتفع.

## معايير الأمان
نُشر المعيار EN 14988-1:2006 + A1 والمعيار EN 14988-2: 2006 + A1 الصادرين عن الاتحاد الأوروبي والمتعلقين بكراسي الأطفال المرتفعة من خلال الدول الأعضاء خلال خريف عام 2012.
وفي هذه الأثناء، فإنها متاحة في المكتبة الموجودة على الإنترنت للجنة الأوروبية لتوحيد المقاييس (CEN).
ويمكن استخدام معيار الاتحاد الأوروبي لكراسي الأطفال المرتفعة EN 14988 الجزء الأول والجزء الثاني كمعيار تطوعي لإظهار الالتزام بتوجيه الأمان للمنتجات العامة. ومع ذلك، في الدول الأعضاء في الاتحاد الأوروبي التي تتواجد بها تشريعات قومية (كما هو الحال في المملكة المتحدة وفرنسا)، يجب أن يتم الالتزام بالتشريع القومي.

## وصلات خارجية
- High Chair Safety Information from Seattle Children's Hospital.